# Maxibus
 (novembre 2016).
Maxibus (Metalbus Indústria Metalúrgica Ltda) est une entreprise brésilienne qui fabrique des carrosseries d'autobus basée à Flores da Cunha, état de Rio Grande do Sul. Maxibus est le principal fabricant de bus du Brésil.